# Telnet
A telnet lényege, hogy egy számítógépről távolról, hálózaton keresztül be lehet jelentkezni egy másik számítógépre, ahol programokat  lehet futtatni, amihez parancssori felületet biztosít.
A telnet az egyik legősibb hálózati protokoll, már az RFC 139 említi, bár az RFC 318 foglalkozik vele behatóbban. Később az RFC 854 írja le a specifikációt. 
A telnet protokoll célja egy általánosan elérhető, kétirányú, nyolcbites byte-alapú kommunikációs rendszer biztosítása. Egyaránt használható két terminál közötti (linking), illetve processzek közötti kommunikációra. TCP alapon működik. 
Ma már a telnet-alapú terminálhasználat kevéssé elterjedt, lévén a telnetben nincs semmiféle titkosítás, ezért általában az SSH-t használják helyette. Ugyanakkor szinte az összes Linux-disztribúció alapból telepíti a telnet-klienst, hiszen rengeteg egyéb protokollt lehet vele kényelmesen debuggolni, illetve "kézzel" irányítani: például HTTP, POP3, SMTP.
A telnetet Windows Vista és Windows 7-8-10 rendszeren külön kell bekapcsolni a szolgáltatásoknál.